# Davis Cup 2015
2015 wurde der Davis Cup zum 104. Mal ausgetragen. 16 Mannschaften spielten in der Weltgruppe um den Titel.
Großbritannien gewann das Finale gegen den Gastgeber aus Belgien mit 3:1. Der britische Spitzenspieler Andy Murray blieb dabei wie schon in den Begegnungen zuvor ohne Niederlage und sorgte mit zwei Siegen im Einzel sowie einem Sieg im Doppel an der Seite seines Bruders Jamie für alle drei Punkte der Briten. Für Großbritannien war es das erste Finale seit 1978 und der erste Titelgewinn seit 1936. Belgien hatte erstmals nach 1904 wieder das Endspiel erreicht.

## Teilnehmer

### Weltgruppe
| - Argentinien - Australien - Belgien - Brasilien | - Deutschland - Frankreich - Großbritannien - Italien | - Japan - Kanada - Kasachstan - Kroatien | - Schweiz - Serbien - Tschechien - USA |

### Kontinentalgruppe I

#### Amerikazone
| - Barbados - Ecuador | - Kolumbien - Uruguay | - Dominikanische Republik |  |

#### Europa-/Afrikazone
| - Dänemark - Israel - Litauen - Niederlande | - Österreich - Polen - Rumänien | - Russland - Schweden - Slowakei | - Slowenien - Spanien - Ukraine |

#### Ozeanien-/Asienzone
| - Indien - Neuseeland | - Südkorea - Thailand | - Usbekistan - Volksrepublik China |  |

### Kontinentalgruppe II

#### Amerikazone
| - Venezuela - Puerto Rico | - Bolivien - Mexiko | - El Salvador - Costa Rica | - Chile - Peru |

#### Europa-/Afrikazone
| - Marokko - Finnland - Luxemburg - Türkei | - Madagaskar - Irland - Moldau - Ungarn | - Bulgarien - Portugal - Monaco - Belarus | - Bosnien und Herzegowina - Lettland - Südafrika - Simbabwe |

#### Ozeanien-/Asienzone
| - Philippinen - Iran | - Pakistan - Indonesien | - Kuwait - Libanon | - Sri Lanka - Chinesisch Taipeh |

## Das Turnier

### Weltgruppe
|  | 1. Runde 6.–8. März | 1. Runde 6.–8. März | 1. Runde 6.–8. März |                |                       | Viertelfinale 17.–19. Juli | Viertelfinale 17.–19. Juli | Viertelfinale 17.–19. Juli |  |  | Halbfinale 18.–20. September | Halbfinale 18.–20. September | Halbfinale 18.–20. September |  |  | Finale 27.–29. November | Finale 27.–29. November | Finale 27.–29. November |
|  |                     |                     |                     |                |                       |                            |                            |                            |  |  |                              |                              |                              |  |  |                         |                         |                         |
|  | Frankreich          | Frankreich          | 3                   |                |                       |                            |                            |                            |  |  |                              |                              |                              |  |  |                         |                         |                         |
|  | Deutschland         | Deutschland         | 2                   |                |                       |                            |                            |                            |  |  |                              |                              |                              |  |  |                         |                         |                         |
|  | Deutschland         | Deutschland         | 2                   | Frankreich     | Frankreich            | 1                          |                            |                            |  |  |                              |                              |                              |  |  |                         |                         |                         |
|  |                     |                     |                     | Frankreich     | Frankreich            | 1                          |                            |                            |  |  |                              |                              |                              |  |  |                         |                         |                         |
|  |                     |                     | Großbritannien      | Großbritannien | 3                     |                            |                            |                            |  |  |                              |                              |                              |  |  |                         |                         |                         |
|  | Vereinigte Staaten  | USA                 | Großbritannien      | Großbritannien | 3                     | 2                          |                            |                            |  |  |                              |                              |                              |  |  |                         |                         |                         |
|  | Vereinigte Staaten  | USA                 |                     |                |                       | 2                          |                            |                            |  |  |                              |                              |                              |  |  |                         |                         |                         |
|  | Großbritannien      | Großbritannien      | 3                   |                |                       |                            |                            |                            |  |  |                              |                              |                              |  |  |                         |                         |                         |
|  | Großbritannien      | Großbritannien      | 3                   | Großbritannien | Großbritannien        | 3                          |                            |                            |  |  |                              |                              |                              |  |  |                         |                         |                         |
|  |                     |                     |                     | Großbritannien | Großbritannien        | 3                          |                            |                            |  |  |                              |                              |                              |  |  |                         |                         |                         |
|  |                     | Australien          | Australien          | 2              |                       |                            |                            |                            |  |  |                              |                              |                              |  |  |                         |                         |                         |
|  | Tschechien          | Australien          | Australien          | 2              | Tschechische Republik | 2                          |                            |                            |  |  |                              |                              |                              |  |  |                         |                         |                         |
|  | Tschechien          |                     |                     |                | Tschechische Republik | 2                          |                            |                            |  |  |                              |                              |                              |  |  |                         |                         |                         |
|  | Australien          | Australien          | 3                   |                |                       |                            |                            |                            |  |  |                              |                              |                              |  |  |                         |                         |                         |
|  | Australien          | Australien          | 3                   | Australien     | Australien            | 3                          |                            |                            |  |  |                              |                              |                              |  |  |                         |                         |                         |
|  |                     |                     |                     | Australien     | Australien            | 3                          |                            |                            |  |  |                              |                              |                              |  |  |                         |                         |                         |
|  |                     |                     | Kasachstan          | Kasachstan     | 2                     |                            |                            |                            |  |  |                              |                              |                              |  |  |                         |                         |                         |
|  | Italien             | Italien             | Kasachstan          | Kasachstan     | 2                     | 2                          |                            |                            |  |  |                              |                              |                              |  |  |                         |                         |                         |
|  | Italien             | Italien             |                     |                |                       |                            |                            |                            |  |  |                              |                              |                              |  |  |                         |                         |                         |
|  | Kasachstan          | Kasachstan          | 3                   |                |                       |                            |                            |                            |  |  |                              |                              |                              |  |  |                         |                         |                         |
|  | Kasachstan          | Kasachstan          | 3                   | Großbritannien | Großbritannien        | 3                          |                            |                            |  |  |                              |                              |                              |  |  |                         |                         |                         |
|  |                     |                     |                     |                |                       |                            |                            |                            |  |  |                              |                              |                              |  |  |                         |                         |                         |
|  |                     | Belgien             | Belgien             | 1              |                       |                            |                            |                            |  |  |                              |                              |                              |  |  |                         |                         |                         |
|  | Brasilien           | Belgien             | Belgien             | 1              | Brasilien             | 2                          |                            |                            |  |  |                              |                              |                              |  |  |                         |                         |                         |
|  | Brasilien           |                     |                     |                | Brasilien             | 2                          |                            |                            |  |  |                              |                              |                              |  |  |                         |                         |                         |
|  | Argentinien         | Argentinien         | 3                   |                |                       |                            |                            |                            |  |  |                              |                              |                              |  |  |                         |                         |                         |
|  | Argentinien         | Argentinien         | 3                   | Argentinien    | Argentinien           | 4                          |                            |                            |  |  |                              |                              |                              |  |  |                         |                         |                         |
|  |                     |                     |                     | Argentinien    | Argentinien           | 4                          |                            |                            |  |  |                              |                              |                              |  |  |                         |                         |                         |
|  |                     |                     | Serbien             | Serbien        | 1                     |                            |                            |                            |  |  |                              |                              |                              |  |  |                         |                         |                         |
|  | Kroatien            | Kroatien            | Serbien             | Serbien        | 1                     | 0                          |                            |                            |  |  |                              |                              |                              |  |  |                         |                         |                         |
|  | Kroatien            | Kroatien            |                     |                |                       | 0                          |                            |                            |  |  |                              |                              |                              |  |  |                         |                         |                         |
|  | Serbien             | Serbien             | 5                   |                |                       |                            |                            |                            |  |  |                              |                              |                              |  |  |                         |                         |                         |
|  | Serbien             | Serbien             | 5                   | Argentinien    | Argentinien           | 2                          |                            |                            |  |  |                              |                              |                              |  |  |                         |                         |                         |
|  |                     |                     |                     | Argentinien    | Argentinien           | 2                          |                            |                            |  |  |                              |                              |                              |  |  |                         |                         |                         |
|  |                     | Belgien             | Belgien             | 3              |                       |                            |                            |                            |  |  |                              |                              |                              |  |  |                         |                         |                         |
|  | Japan               | Belgien             | Belgien             | 3              | Japan                 | 2                          |                            |                            |  |  |                              |                              |                              |  |  |                         |                         |                         |
|  | Japan               |                     |                     |                |                       |                            |                            |                            |  |  |                              |                              |                              |  |  |                         |                         |                         |
|  | Kanada              | Kanada              | 3                   |                |                       |                            |                            |                            |  |  |                              |                              |                              |  |  |                         |                         |                         |
|  | Kanada              | Kanada              | 3                   | Kanada         | Kanada                | 0                          |                            |                            |  |  |                              |                              |                              |  |  |                         |                         |                         |
|  |                     |                     |                     | Kanada         | Kanada                | 0                          |                            |                            |  |  |                              |                              |                              |  |  |                         |                         |                         |
|  |                     |                     | Belgien             | Belgien        | 5                     |                            |                            |                            |  |  |                              |                              |                              |  |  |                         |                         |                         |
|  | Belgien             | Belgien             | Belgien             | Belgien        | 5                     | 3                          |                            |                            |  |  |                              |                              |                              |  |  |                         |                         |                         |
|  | Belgien             | Belgien             |                     |                |                       |                            |                            |                            |  |  |                              |                              |                              |  |  |                         |                         |                         |
|  | Schweiz             | Schweiz             | 2                   |                |                       |                            |                            |                            |  |  |                              |                              |                              |  |  |                         |                         |                         |

#### Achtelfinale
| Datum      | Heimmannschaft | Ergebnis | Gastmannschaft     | Ort               |
| ---------- | -------------- | -------- | ------------------ | ----------------- |
| 6.–8. März | Deutschland    | 2:3      | Frankreich         | Frankfurt am Main |
| 6.–8. März | Großbritannien | 3:2      | Vereinigte Staaten | Glasgow           |
| 6.–8. März | Tschechien     | 2:3      | Australien         | Ostrava           |
| 6.–8. März | Kasachstan     | 3:2      | Italien            | Astana            |
| 6.–8. März | Argentinien    | 3:2      | Brasilien          | Buenos Aires      |
| 6.–8. März | Serbien        | 5:0      | Kroatien           | Kraljevo          |
| 6.–8. März | Kanada         | 3:2      | Japan              | Vancouver         |
| 6.–8. März | Belgien        | 3:2      | Schweiz            | Lüttich           |

#### Viertelfinale
| Datum        | Heimmannschaft | Ergebnis | Gastmannschaft | Ort          |
| ------------ | -------------- | -------- | -------------- | ------------ |
| 17.–19. Juli | Großbritannien | 3:1      | Frankreich     | London       |
| 17.–19. Juli | Australien     | 3:2      | Kasachstan     | Darwin       |
| 17.–19. Juli | Argentinien    | 4:1      | Serbien        | Buenos Aires |
| 17.–19. Juli | Belgien        | 5:0      | Kanada         | Middelkerke  |

#### Halbfinale
| Datum             | Heimmannschaft | Ergebnis | Gastmannschaft | Ort     |
| ----------------- | -------------- | -------- | -------------- | ------- |
| 18.–20. September | Großbritannien | 3:2      | Australien     | Glasgow |
| 18.–20. September | Belgien        | 3:2      | Argentinien    | Brüssel |

#### Finale
| Belgien                                                                                 | Finale | Großbritannien                                                              |
| --------------------------------------------------------------------------------------- | --- | --------------------------------------------------------------------------- |
| Team David Goffin Steve Darcis Ruben Bemelmans Kimmer Coppejans Kapitän Johan van Herck | Datum: 27. bis 29. November 2015 Ort: Flanders Expo, Gent (Belgien) Belag: Sand (Halle) \| Freitag, 27. November 2015 \| \| \| \| David Goffin \| 3:6, 1:6, 6:2, 6:1, 6:0 \| Kyle Edmund \| \| Ruben Bemelmans \| 3:6, 2:6, 5:7 \| Andy Murray \| \| Samstag, 28. November 2015 \| \| \| \| Steve Darcis David Goffin \| 4:6, 6:4, 3:6, 2:6 \| Andy Murray Jamie Murray \| \| Sonntag, 29. November 2015 \| \| \| \| David Goffin \| 3:6, 5:7, 3:6 \| Andy Murray \| \| Ruben Bemelmans \| nicht ausgetragen \| Kyle Edmund \| Resultat: 1:3 | Team Andy Murray Kyle Edmund Jamie Murray Dominic Inglot Kapitän Leon Smith |
| Freitag, 27. November 2015                                                              | |                                                                             |
| David Goffin                                                                            | 3:6, 1:6, 6:2, 6:1, 6:0 | Kyle Edmund                                                                 |
| Ruben Bemelmans                                                                         | 3:6, 2:6, 5:7 | Andy Murray                                                                 |
| Samstag, 28. November 2015                                                              | |                                                                             |
| Steve Darcis David Goffin                                                               | 4:6, 6:4, 3:6, 2:6 | Andy Murray Jamie Murray                                                    |
| Sonntag, 29. November 2015                                                              | |                                                                             |
| David Goffin                                                                            | 3:6, 5:7, 3:6 | Andy Murray                                                                 |
| Ruben Bemelmans                                                                         | nicht ausgetragen | Kyle Edmund                                                                 |

### Kontinentalgruppe I

#### Amerikazone

##### Erste Runde
| Datum      | Heimmannschaft | Ergebnis | Gastmannschaft          | Spielort      |
| ---------- | -------------- | -------- | ----------------------- | ------------- |
| 6.–8. März | Barbados       | 2:3      | Dominikanische Republik | Saint Michael |

- Ecuador, Uruguay und Kolumbien kamen per Freilos in die nächste Runde.

##### Zweite Runde
| Datum        | Heimmannschaft          | Ergebnis | Gastmannschaft | Spielort      |
| ------------ | ----------------------- | -------- | -------------- | ------------- |
| 6.–8. März   | Uruguay                 | 2:3      | Kolumbien      | Montevideo    |
| 17.–19. Juli | Dominikanische Republik | 3:1      | Ecuador        | Santo Domingo |

Kolumbien und die Dominikanische Republik qualifizierten sich für die Weltgruppen-Relegation.

#### Europa-/Afrikazone

##### Erste Runde
| Datum      | Heimmannschaft | Ergebnis | Gastmannschaft | Spielort     |
| ---------- | -------------- | -------- | -------------- | ------------ |
| 6.–8. März | Russland       | 4:1      | Dänemark       | Nowy Urengoi |
| 6.–8. März | Schweden       | 2:3      | Österreich     | Örebro       |
| 6.–8. März | Slowakei       | 5:0      | Slowenien      | Bratislava   |
| 6.–8. März | Rumänien       | 5:0      | Israel         | Hermannstadt |
| 6.–8. März | Polen          | 3:2      | Litauen        | Płock        |

- Spanien, die Niederlande und die Ukraine kamen jeweils per Freilos in die nächste Runde.

##### Zweite Runde
| Datum        | Heimmannschaft | Ergebnis | Gastmannschaft | Spielort    |
| ------------ | -------------- | -------- | -------------- | ----------- |
| 17.–19. Juli | Russland       | 3:2      | Spanien        | Wladiwostok |
| 17.–19. Juli | Österreich     | 2:3      | Niederlande    | Kitzbühel   |
| 17.–19. Juli | Rumänien       | 2:3      | Slowakei       | Constanța   |
| 17.–19. Juli | Polen          | 3:1      | Ukraine        | Stettin     |

- Russland, Polen, die Slowakei und die Niederlande qualifizierten sich für die Relegation zur Weltgruppe

#### Ozeanien-/Asienzone

##### Erste Runde
| Datum      | Heimmannschaft | Ergebnis | Gastmannschaft      | Spielort   |
| ---------- | -------------- | -------- | ------------------- | ---------- |
| 6.–8. März | Thailand       | 2:3      | Südkorea            | Nonthaburi |
| 6.–8. März | Neuseeland     | 4:1      | Volksrepublik China | Auckland   |

- Usbekistan und Indien kamen per Freilos in die nächste Runde.

##### Zweite Runde
| Datum        | Heimmannschaft | Ergebnis | Gastmannschaft | Spielort     |
| ------------ | -------------- | -------- | -------------- | ------------ |
| 17.–19. Juli | Usbekistan     | 3:2      | Südkorea       | Taschkent    |
| 17.–19. Juli | Neuseeland     | 2:3      | Indien         | Christchurch |

- Usbekistan und Indien qualifizierten sich für die Relegation zur Weltgruppe

### Weltgruppen-Relegation
| Datum             | Heimmannschaft          | Ergebnis | Gastmannschaft     | Ort           |
| ----------------- | ----------------------- | -------- | ------------------ | ------------- |
| 18.–20. September | Indien                  | 1:3      | Tschechien         | Neu-Delhi     |
| 18.–20. September | Schweiz                 | 4:1      | Niederlande        | Genf          |
| 18.–20. September | Russland                | 1:4      | Italien            | Irkutsk       |
| 18.–20. September | Usbekistan              | 1:3      | Vereinigte Staaten | Taschkent     |
| 18.–20. September | Kolumbien               | 2:3      | Japan              | Pereira       |
| 18.–20. September | Dominikanische Republik | 1:4      | Deutschland        | Santo Domingo |
| 18.–20. September | Brasilien               | 1:3      | Kroatien           | Florianópolis |
| 18.–20. September | Polen                   | 3:2      | Slowakei           | Gdynia        |